# الجنرال جونسون ينقذ ضابطا فرنسيا مصابا من توماهوك هندي من أمريكا الشمالية
الجنرال جونسون ينقذ ضابطًا فرنسيًا مصابًا من توماهوك لأحد الهنود من أمريكا الشمالية هي لوحة رسمها بنجامين ويست، اكتملت بين عامي 1764 و1768، وهي تصور مشهدًا لاحظه مواطن من ولاية بنسلفانيا، بعد فترة وجيزة من الأحداث الفعلية الموضحة. إنها موجودة في مجموعة متحف دربي ومعرض الفنون.

## الوصف
اللوحة مهمة لأنها منظر معاصر تُظهر القوى الثلاث المشاركة خلال خمسينيات القرن الثامن عشر في الحرب الفرنسية والهندية (والتي يمكن تسميتها بشكل أكثر شمولًا «الحرب البريطانية والفرنسية والهندية»). أنها تصور الجندي الأيرلندي السير ويليام جونسون وهو يمنع مساعدًا من أمريكا الشمالية من أخذ فروة رأس البارون ديسكاو، وهو جندي فرنسي جريح ومهزوم ملقى على الأرض.
كان ويست رسامًا أمريكيًا مبكرًا. لقد ادعى أنه تعلم لأول مرة كيفية صنع الطلاء من قبل صديق طفولة من الأمريكيين الأصليين أوضح له كيف يمكن صنع الطلاء عن طريق خلط الطين مع شحم الدب. تحتوي هذه اللوحة على تفاصيل دقيقة عن الشخصية الأصلية، التي تظهر فروة رأسها ووشمها بتفاصيل أكثر من أزياء الأوروبيين. من المعروف أن ويست لديه مجموعة من القطع الأثرية في أمريكا الشمالية التي استخدمها في لوحاته.
ربما بدأ بنجامين ويست هذه اللوحة بعد وقت قصير من وصوله إلى لندن، عام 1763، عندما عاد من إيطاليا، حيث أمضى ثلاث سنوات، وكذلك بعد لوحة العائلة الهندية، وهي لوحة ترجع إلى حوالي عام 1761، تُظهر هذه اللوحة نفس الرغبة في إظهار «الثوب المناسب والبراعة». وهكذا، فإنه يوفر لنا إحدى الصورتين المعاصرتين المعروفتين لجنود المشاة الخفيفة البريطانيين لفترة الحرب الفرنسية والهندية. وبينما كان الهدف في اللوحة الإيطالية الدقة والأصالة لتقديم تمثيل عام للحياة الهندية، فقد استخدم اللوحة الجديدة لتقديم تقرير عن حدث تاريخي حديث.
ومع أن الموضوع وبعض «التفاصيل المادية والرمزية» يمكن العثور عليها بشكل أقرب في معركة فورت نياجرا (1759)، لكن ترتبط اللوحة عادةً بحادث وقع خلال حملة عام 1755 حول بحيرة جورج، عندما كان الفرنسيون بقيادة بارون ديسكاو، مع حلفائهم الهنود، وهم يُعَارضون من قبل مجموعة مختلطة من ميليشيا الموهوك ونيو إنجلاند، بقيادة جونسون. وبعد صد هجوم على معسكرهم، تولى البريطانيون ومساعديهم زمام الأمور. تم إنقاذ ديسكاو، الذي أصيب ثلاث مرات، من قبل جونسون، الذي حماه من الموهوك الذين أرادوا الانتقام لأقاربهم الذين قتلوا. لقد نجا بالفعل وتم نقله كسجين إلى نيويورك، ثم إلى لندن، ثم إلى باث لعلاج جرح لم يلتئم بعد. وفي نهاية حرب السنوات السبع عام 1763، أعيد إلى فرنسا، حيث توفي عام 1767.
عاد ويست إلى الحرب الأمريكية في لوحته مقتل الجنرال وولف، التي عُرضت في عام 1771، وهو عمل أكبر بكثير حاز سمعته، من خلال استخدامه للزي المعاصر مع إثارة الجدل.

## السياق التاريخي

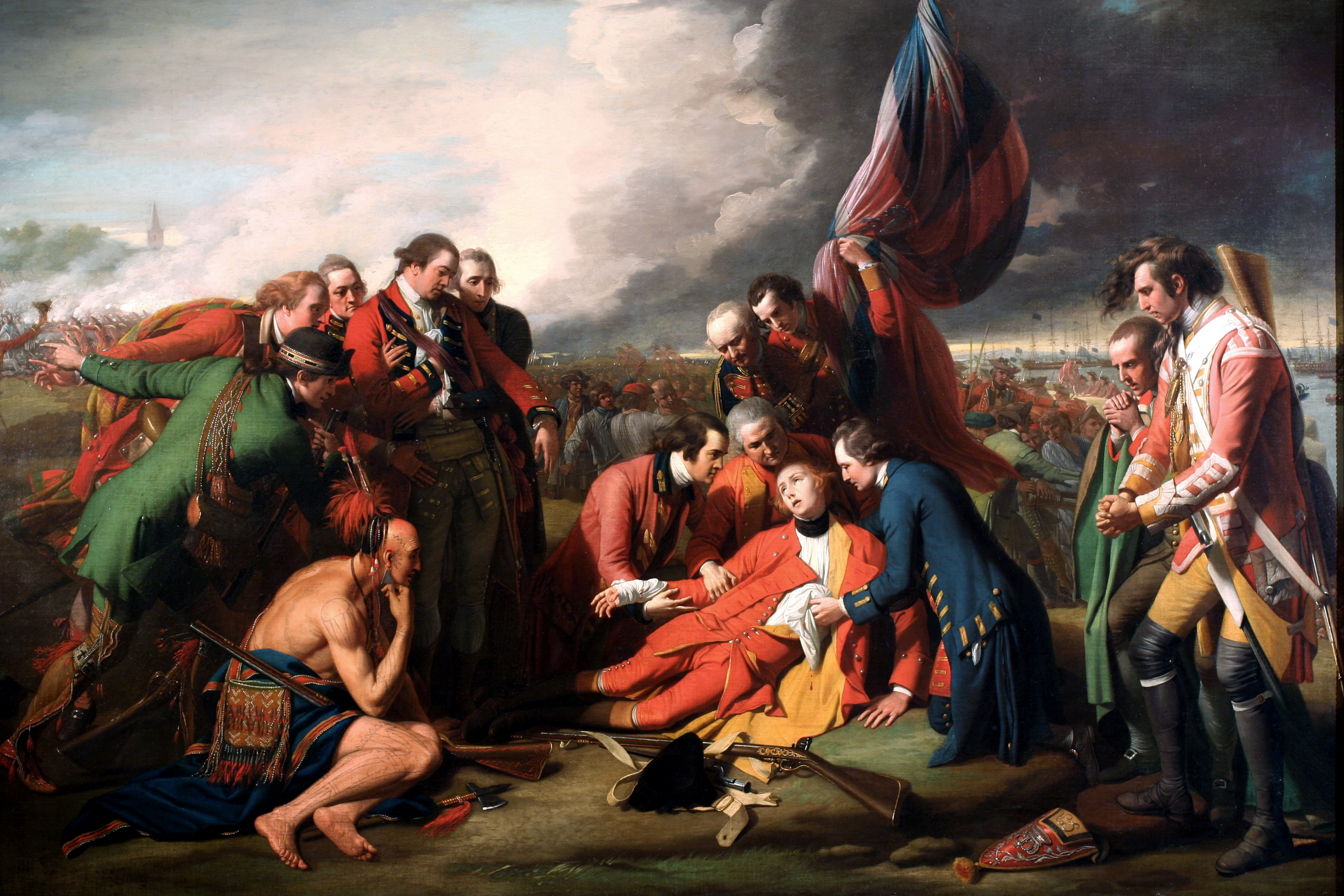
لوحة ويست مقتل الجنرال وولف عام 1770

تروج اللوحة، ومن خلال إظهار جونسون الأوروبي وهو يحد من الأعمال العدوانية لأحد المساعدين من السكان الأصليين، لمعايير الشرف الأوروبية وقوانين الحرب، في مقابل القيم التقليدية «الحربؤة» للمحاربين الأصليين مثل سكالبينج وقتل أسرى الحرب. وهي كذلك تشير إلى المخاوف والمناقشات التي أثارها توظيف الحلفاء للهنود بين الأوروبيين، خلال النزاعات المتعددة في أمريكا الشمالية. يتناقض عمل جونسون الإنساني مع سمعته التاريخية التي تضمنت وصفه بأنه «متوحش أبيض» بسبب نظرته الإيجابية إلى تقاليد السكان الأصليين خلال أوقات النزاع.
في بداية الحرب الفرنسية والهندية، قيل إن الشاب جورج واشنطن سمح للزعيم الهندي تاناغريسون بختم تحالفهم الجديد بتحطيم جمجمة جوزيف كولون دي جومونفيل، وهو ضابط فرنسي جريح أخذوه للتو كأسير، ثم غسل يديه في دماغ الرجل. تسببت قضية جومونفيل في فضيحة في أوروبا، حيث عجلت حرب السنوات السبع.
استمرت نفس الأسئلة خلال حرب الاستقلال الأمريكية. وفي عام 1777، تناقش مجلسا البرلمان البريطاني حول استخدام المساعدين الهنود. كان خطاب ويليام بيت الأكبر في مجلس اللوردات، بتاريخ 20 نوفمبر، والذي أدان فيه استخدام الحلفاء الهنود ضد الوطنيين الأمريكيين على أساس أنهم سيستهدفون المستعمرين غير المقاتلين ويأكلوهم، كان مؤشرًا على معارضة تقاليد التجنيد القديمة في أوروبا.